# Predjama
Predjama este o localitate din comuna Postojna, Slovenia, cu o populație de 85 de locuitori.